# SKS Starogard Gdański
O Starogardzki Klub Sportowy Gdański S.A., também conhecido por Polpharma Starogard Gdański por motivos de patrocinadores, é um clube profissional de basquetebol localizado em Starogard Gdański, Polônia que atualmente disputa a Liga Polonesa (PLK). Manda seus jogos na Argo-Kociewie com capacidade para 2.500 pessoas. 

## Histórico de temporadas
| Temporada | Nível | Liga | Pos. | V/D   | PL  | Resultado         | Copa da Polônia | Competições europeias |
| --------- | ----- | ---- | ---- | ----- | --- | ----------------- | --------------- | --------------------- |
| 2010-11   | 1     | PLK  | 5    | 11-11 | 1-3 | Quartas de finais | Campeão         |                       |
| 2011-12   | 1     | PLK  | 11   | 5-17  |     |                   |                 |                       |
| 2012-13   | 1     | PLK  | 8    | 15-17 | 0-3 | Quartas de finais |                 |                       |
| 2013-14   | 1     | PLK  | 11   | 5-17  |     |                   |                 |                       |
| 2014-15   | 1     | PLK  | 15   | 7-23  |     |                   |                 |                       |
| 2015-16   | 1     | PLK  | 11   | 13-19 |     |                   |                 |                       |
| 2016–17   | 1     | PLK  | 7    | 19-13 | 1-3 | Quartas de finais |                 |                       |
| 2017–18   | 1     | PLK  | 12   | 15-17 |     |                   | Semifinalista   |                       |
| 2018–19   | 1     | PLK  | 9    | 13-17 |     |                   | Semifinalista   |                       |

fonte:eurobasket.com

### Títulos
Copa da Polônia
Campeão (1):2011
Supercopa da Polônia
Campeão (1):2012

## Artigos relacionados
- Liga Polonesa de Basquetebol
- Seleção Polonesa de Basquetebol